# Konstantin Borzow
Konstantin Borzow (kasachisch Константин Борцов; * 24. November 1995) ist ein kasachischer Skilangläufer.

## Werdegang
Borzow startete international erstmals bei den Junioren-Skiweltmeisterschaften 2013 in Liberec. Dort errang er den 52. Platz im Sprint und den sechsten Platz mit der Staffel. In den folgenden Jahren belegte er bei den Junioren-Skiweltmeisterschaften 2014 im Val di Fiemme den 63. Platz über 10 km klassisch sowie den 30. Rang im Sprint und bei den Junioren-Skiweltmeisterschaften 2015 in Almaty den 67. Platz über 10 km Freistil, den 29. Rang im Sprint sowie den 12. Platz mit der Staffel. Sein Debüt im Weltcup hatte er im Dezember 2015 in Lillehammer, welches er auf dem 75. Platz im Skiathlon beendete. In der Saison 2016/17 errang er bei der Lillehammer Tour den 79. Platz und lief in Minsk sein erstes Rennen im Eastern-Europe-Cup, das er auf dem 25. Platz über 15 km klassisch beendete. Bei der Winter-Universiade 2017 in Almaty belegte er den 21. Platz im Sprint. In der folgenden Saison errang er beim Ruka Triple den 79. Platz und bei den U23-Weltmeisterschaften 2018 in Goms den 20. Platz im Sprint. Im März 2018 wurde er kasachischer Meister über 50 km klassisch. Bei der Winter-Universiade 2019 in Krasnojarsk nahm er an vier Rennen teil. Seine beste Platzierung dabei war der zehnte Platz im Sprint. In der Saison 2020/21 wurde er kasachischer Meister im Sprint und belegte bei den Nordischen Skiweltmeisterschaften 2021 in Oberstdorf den 54. Platz im Sprint sowie zusammen mit Olschas Klimin den 16. Rang im Teamsprint. Auch im folgenden Jahr siegte er bei den kasachischen Meisterschaften im Sprint. Nach Platz eins im Sprint beim Eastern-Europe-Cup in Schtschutschinsk zu Beginn der Saison 2022/23, holte er in Ruka mit dem 34. Platz im Sprint seine ersten Weltcuppunkte.

## Siege bei Continental-Cup-Rennen
| Nr. | Datum             | Ort              | Disziplin        | Serie              |
| --- | ----------------- | ---------------- | ---------------- | ------------------ |
| 1.  | 13. November 2022 | Schtschutschinsk | Sprint klassisch | Eastern Europe Cup |
| 2.  | 25. März 2023     | Schtschutschinsk | 10 km klassisch  | Eastern Europe Cup |
| 3.  | 21. Dezember 2023 | Schtschutschinsk | Sprint Freistil  | Eastern Europe Cup |
| 4.  | 21. Dezember 2024 | Schtschutschinsk | Sprint klassisch | Eastern-Europe-Cup |
| 5.  | 16. Januar 2025   | Schtschutschinsk | Sprint klassisch | Eastern-Europe-Cup |